# Four Colourz
Four Colourz war eine deutsche R&B-Girlgroup, die von 1999 bis 2001 bestand.

## Name
Der Name „Four Colourz“ basiert auf der Vielfalt der 4-teiligen Gruppe: asiatisch-amerikanisch, afro-amerikanisch, hispano-amerikanisch, europäisch-amerikanisch.

## Geschichte
Die multikulturelle Girlgroup bestand aus den US-Amerikanerinnen Tierra Heart („T-Baby“), Nraca Phoenyx („Ra-C“), Claire Dorotheo und Kara Master und wurde von dem ehemaligen Eurodance-Künstler RasMaTaz (Richard A. Smith, Ras) in Kaliforniens Bay Area, USA gecastet.
1998 riefen Smith und Radio KMEL zum „World's Best Unsigned Artist Contest“ auf. Die Gewinnerinnen des Wettbewerbs wurden anschließend nach München eingeflogen, wo sie ihr Debütalbum in den hauseigenen MacTown Studio' einsangen. Tierra, die Leadsängerin, war zu dieser Zeit erst 13 Jahre alt.
Smith und die Girls schrieben die meisten Songs zusammen. Gemeinsam mit dem jungen Daniel Troha komponierte und produzierte er das Debütalbum. Troha war zuvor in einem Vertragsverhältnis mit Mike Staab von Magic Affair. Als letzter Rapper von Magic Affair verhandelte RasMaTaz mit seinem alten Boss und kaufte Troha aus seinen Verbindlichkeiten frei.
BMG sicherte sich die Vertriebsrechte und Smith unterzeichnete 1999 den größten Prioritätsplattenvertrag in der deutschen Musikgeschichte mit Thomas Stein von BMG.
Das Magazin Bravo nannte Four Colourz die „deutschen Destiny Childs“. Four Colourz waren die erste Musikgruppe, welche live im Reality-TV „Big Brother“ von Endemol auftrat. Die amerikanische Pop/R&B-Girlgroup mit Sitz in Deutschland wurde Musikbotschafter für die Youth Expo (YOU), Gesicht der NBA Street Tour sowie Opening Act der Puff Daddy Forever Tour 2000.
Die Debütsingle abcd erreichte Platz 42 in den deutschen Charts. Auch die Nachfolgesingle konnte die Charts erreichen. Das Album FourColourz.com konnte sich hingegen nicht mehr platzieren.
2001 reiste Smith nach Orlando zu Johnny Wright von Wright Entertainment (Britney Spears, Justin Timberlake, NSync, Akon, P. Diddy, Jonas Brothers, Janet Jackson), einem großen Fan von Four Colourz, um die Gruppe für den internationalen Markt vorzubereiten. Die Zusammenarbeit wurde besiegelt, aber unglücklerweise waren die Mädels bei seiner Rückkehr nach Deutschland nicht mehr anwesend.
2001 wurde die Gruppe aufgelöst.
2025 feiern die Mädels und RasMaTaz ihr 25-jähriges Jubiläum und veröffentlichen das Album Reloaded 2025, 18 Songs inklusive 3 Neuveröffentlichungen, 2 Remixe und 1 Karaoke Version.

## Diskografie

### Album
- 2000: FourColourz.com
- 2024: Reloaded 2025

### Singles
- 2000: abcd
- 2000: Dog Me Out
- 2000: Anything
- 2001: Wait
- 2024: Missing U
- 2024: Cryin’
- 2024: Get With U

### Staff
Aufgenommen, gemischt, gemastert und produziert von Ira Ward und Daniel Troha. Koproduziert von Richard Allen Smith.